# Jätteskedmossa
Jätteskedmossa (Calliergon megalophyllum) är en bladmossart som beskrevs av Mikutowicz 1908. Enligt Catalogue of Life ingår Jätteskedmossa i släktet skedmossor och familjen Amblystegiaceae, men enligt Dyntaxa är tillhörigheten istället släktet skedmossor och familjen Calliergonaceae. Arten är reproducerande i Sverige. Inga underarter finns listade i Catalogue of Life.